# Харківська вулиця (Мелітополь)
Харківська вулиця — вулиця в Мелітополі на Юрівці. Починається від Лінійної вулиці, закінчується глухим кутом після перехрестя з Будівельною вулицею. Забудована приватними будинками.

## Назва
Вулиця названа на честь міста Харків.
До 1921 року цю назву носилаінша вулиця Мелітополя — теперішня Староміська.

## Історія
Вулиця згадується 20 грудня 1946 як вулиця Андреєва. Носила назву на честь Андрія Андреєв (1895—1971), радянського партійного діяча, ще живого на той час. С 29 жовтня 1957 року в межах боротьби з культом особи, вулиця була перейменована на Харківську на честь Петра Лазаровича Войкова (1888—1927).